# Taddeo Garzilli
Taddeo Maria Garzilli (Solofra, 4 gennaio 1774 – Napoli, 5 marzo 1848) è stato un vescovo cattolico italiano.

## Biografia
Nato a Solofra da Vito ed Anna Giannattasio, fu ordinato sacerdote nel 1799.
Si laureò in diritto civile e in diritto canonico (In utroque iure), secondo i suoi contemporanei aveva una rara competenza nelle scienze esatte.
Fu provicario generale dal 1806 al 1808 nella diocesi di Marsico Nuovo, retta dal fratello Paolo. Successivamente fu vicario generale del vescovo di Capaccio, mentre nel 1824, lo fu nell'arcidiocesi di Benevento. Qui risolse una vertenza tra la corte reale di Napoli e la Santa Sede. Nel 1828 fu nominato vescovo di Boiano da papa Leone XII. Fu consacrato dall'allora cardinale Francesco Saverio Maria Felice Castiglioni, futuro papa Pio VIII.
Nel 1834 fu nominato vescovo di Sant'Agata dei Goti e Acerra. Si adoperò per completare la costruzione della cattedrale di Acerra. Morì a Napoli nel 1848 e la salma è sepolta in cattedrale; dall'epigrafe si legge:
religione innocentia comitate prope singulari
qui ad Bovianensem deinde Acerram et Acerranam et Sanctagathensem Ecclesiam erectus
mira integritate et fide gregi sibi commisso advigilavit
Ortus pr. non. Dan. A. MDCLXXIV
Obiit III non. Martii A. MDCCCXLVIII»

## Opere
- Epistola pastoralis ad clerum, et populum dioecesis Bojanensis (1828)
- Lettere pastorali ai cleri e popoli delle diocesi di S. Agata de Goti ed Acerra (1834)
- Officia propria sanctorum recitanda in civitate et dioecesi agathensi (1847)

## Genealogia episcopale
La genealogia episcopale è:
- Cardinale Scipione Rebiba
- Cardinale Giulio Antonio Santori
- Cardinale Girolamo Bernerio, O.P.
- Arcivescovo Galeazzo Sanvitale
- Cardinale Ludovico Ludovisi
- Cardinale Luigi Caetani
- Cardinale Ulderico Carpegna
- Cardinale Paluzzo Paluzzi Altieri degli Albertoni
- Papa Benedetto XIII
- Papa Benedetto XIV
- Cardinale Enrico Enriquez
- Arcivescovo Manuel Quintano Bonifaz
- Cardinale Buenaventura Córdoba Espinosa de la Cerda
- Cardinale Giuseppe Maria Doria Pamphilj
- Papa Pio VIII
- Vescovo Taddeo Garzilli